# کاپفرون
کاپفرون (به انگلیسی: Cupferron) با فرمول شیمیایی C6H9N3O2 یک ترکیب شیمیایی با شناسه پاب‌کم 2724103 است. که جرم مولی آن ۱۵۵٫۱۵ گرم بر مول می‌باشد. 